# International Commission on Holocaust Era Insurance Claims
La International Commission on Holocaust Era Insurance Claims (ICHEIC) fue una comisión creada en agosto de 1998 con la intención de  
identificar, resolver y resarcir los reclamos individuales sobre el pago de seguros para los sobrevivientes del Holocausto judío, ocurrido durante la Segunda Guerra Mundial, sin costos para el reclamante. El 31 de marzo de 2004, ICHEIC terminó de aceptar nuevas solicitudes, conservando su sitio de internet solo como referencia histórica. A partir de diciembre de 2006, todas las reclamaciones presentadas a tiempo recibieron una decisión final a través del proceso de ICHEIC.
El ICHEIC se estableció como ayuda para las víctimas del Holocausto, como un acuerdo entre organizaciones judías y de sobrevivientes, el Estado de Israel y compañías aseguradoras europeas y norteamericanas. Como resultado de estas negociaciones, varias compañías de seguros europeas firmaron el denominado Memorandum of Understanding (MOU), el 25 de agosto de 1998.